# Caraismo

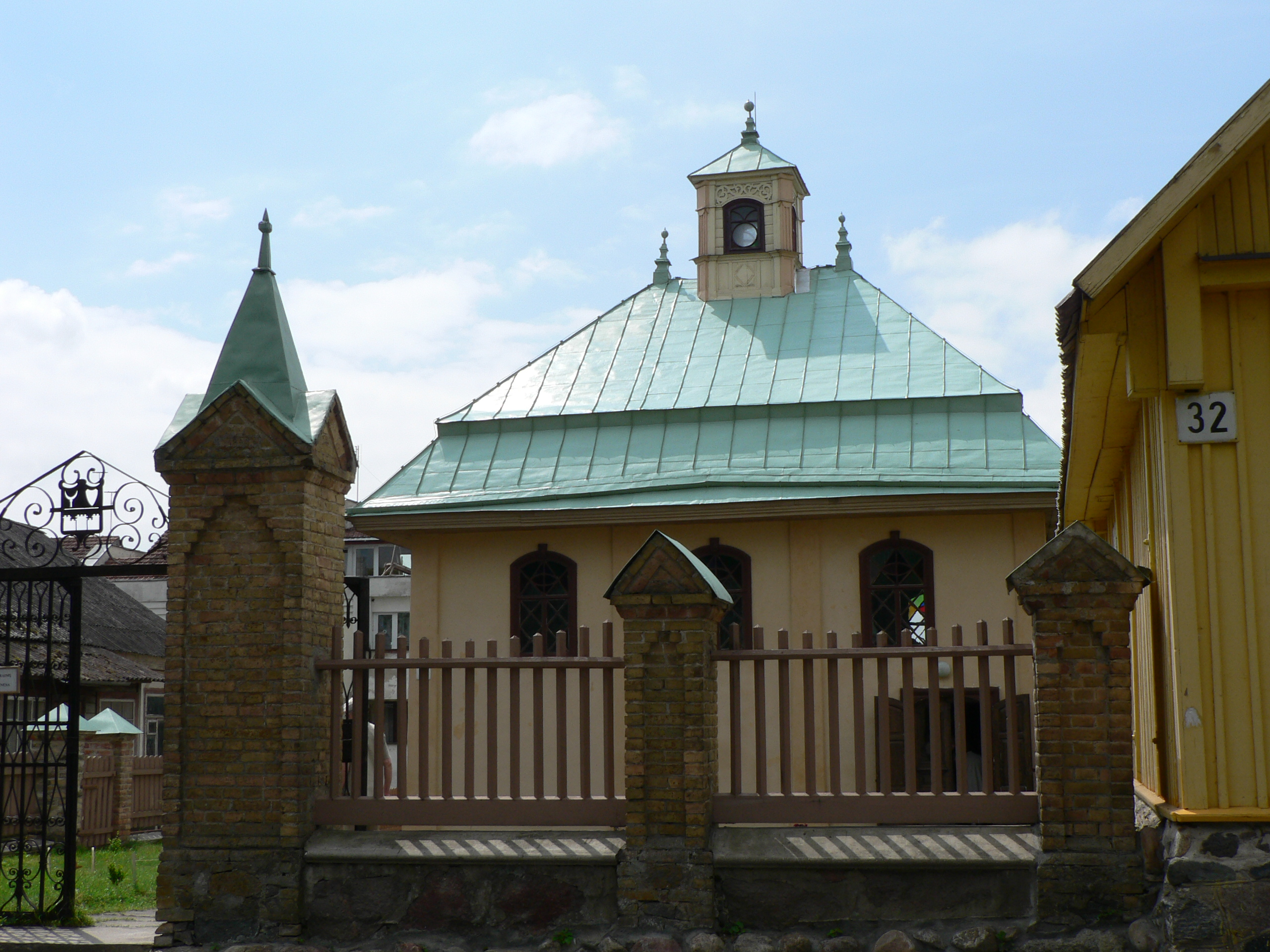
La kenessa di Trakai

Il caraismo in ebraico יהדות קראית‎? Yahadut Qara'it, che significa "Lettori"), anche detto caraitismo, karaismo o ebraismo caraita, è una variante religiosa dell'ebraismo.
Il caraismo si formò, tra l'VIII e il IX secolo, in Mesopotamia, allora conquistata dagli Arabi musulmani. La nuova religione fu fortemente influenzata dall'Islam e accolse una delle fondamentali critiche mosse dal Corano all'ebraismo: l'aver abbandonato cioè il rigoroso monoteismo delle origini, che era stato ripreso anche dallo stesso Maometto, per "degenerare" nella pluralità delle interpretazioni rabbiniche.
Gli aderenti al caraismo considerano il Tanakh l'unica e suprema autorità legale riguardante l'Halakhah e la teologia ebraica, perciò rifiutano ogni scrittura ebraica successiva alla Torah - quindi il Talmud, la kabbalah, le raccolte di mitzvòt - e avviarono una vasta opera missionaria, che si estese dall'Africa mediterranea alle coste del Mar Nero. Qui venne accolta soprattutto dai popoli di lingua turca (i caraiti). Attualmente nel mondo si contano circa 30 000 caraiti; la maggior parte vive in Israele (venti-venticinquemila tra Ramla, Ashdod e Be'er Sheva), ma piccole comunità sono presenti anche ad Anversa, New York e Boston. Un caso a sé è rappresentato dai caraiti di Trakai, etnicamente e linguisticamente turchi, insediati in Lituania fin dal XIV secolo.

## Credo e principi

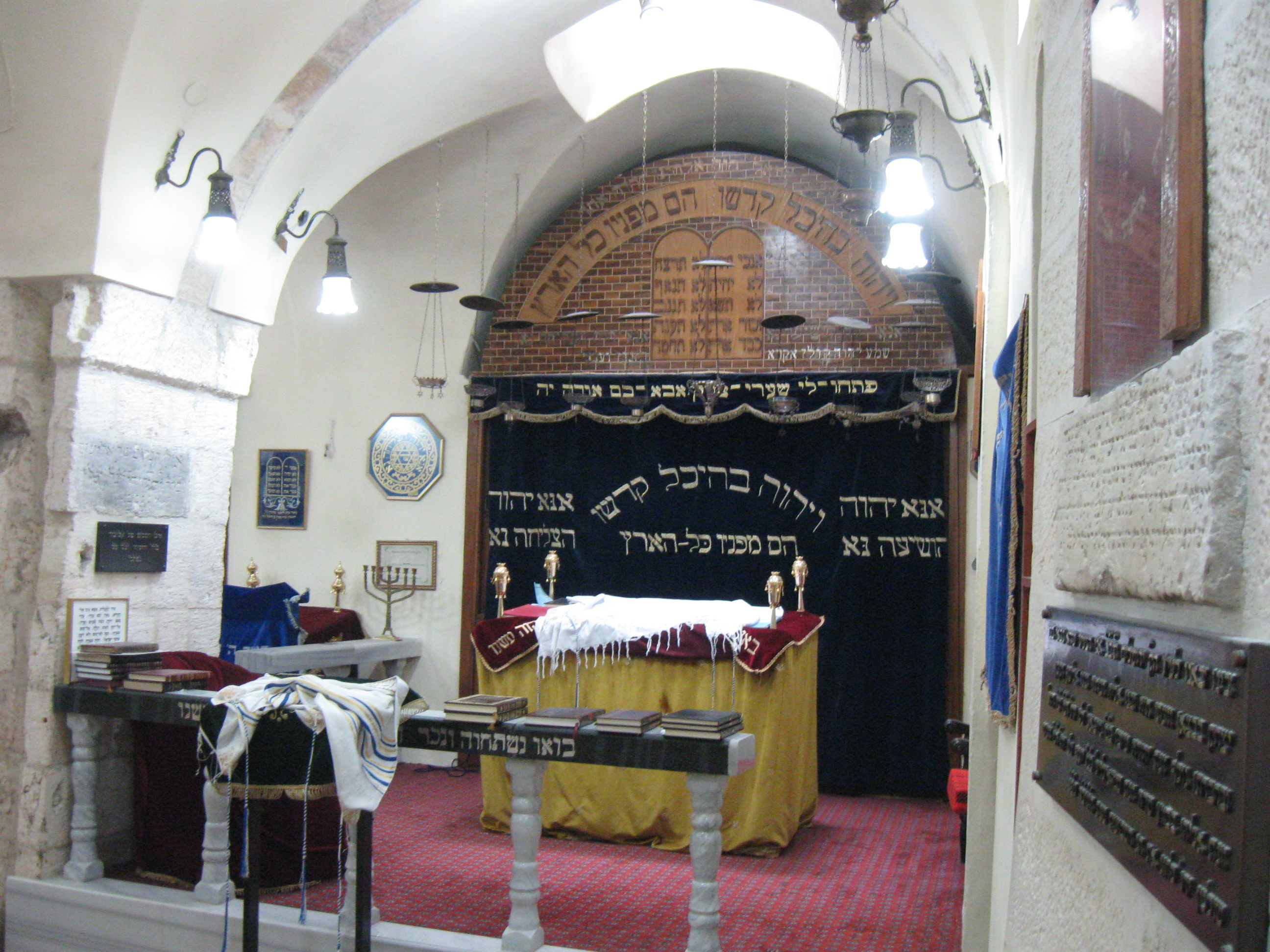
Interno di una sinagoga caraita a Gerusalemme

Il caraismo rifiuta la tradizione orale dell'ebraismo, la cosiddetta "Torah orale", cristallizzatasi prima nella Mishnah redatta verso l'anno 200 (quindi prima ancora della redazione dei due Talmud), poiché si contesta proprio il fatto che ciò che doveva essere soltanto orale sia stato messo per iscritto, per di più in formulazioni diverse e a volte contraddittorie l'una con l'altra. Oltre al totale rifiuto della tradizione orale e della pubblicazione di commentari biblici come appunto il Talmud o la Mishnah, entrambe portate avanti dai Farisei, i caraiti ripudiano anche le decisioni legali assunte dal Sinedrio e codificate nel Talmud. Il rifiuto, ispirato ad antiche tradizioni sadducee e alle dottrine degli Esseni di Qumran, dei quali forse i caraiti avevano rinvenuto alcuni manoscritti, si estende anche all'aggiunta della Ghemarah palestinese e babilonese.
I caraiti affermano che tutti i divini comandamenti che il Signore ha conferito a Mosè sono stati registrati nella Torah scritta, senza nessuna aggiunta di leggi orali o spiegazioni di alcun genere.
I caraiti accolsero anche gli insegnamenti del loro fondatore, Anan ben David, sulla trasmigrazione delle anime, alcune pratiche ascetiche, come evitare la carne e il vino in segno di lutto per Sion e l'opposizione ai medici, dal momento che solo Dio può guarire gli infermi. Il caraismo costituisce una specie di "ritorno" all'Antico Testamento, sulla base della ripresa di idee attestate nel giudaismo fin dal periodo precedente alla distruzione del Santuario nel 70 d.C., e ha elaborato una propria precettistica, basata sull'interpretazione rigorosamente letterale dei comandamenti, attenendosi esclusivamente alla loro formulazione biblica.
Il caraismo ha elaborato anche un proprio calendario, strutturato su base lunare nella ripartizione dei mesi; l'inizio degli anni, invece, è calcolato sul ciclo dell'orzo (Aviv).

### Liturgia

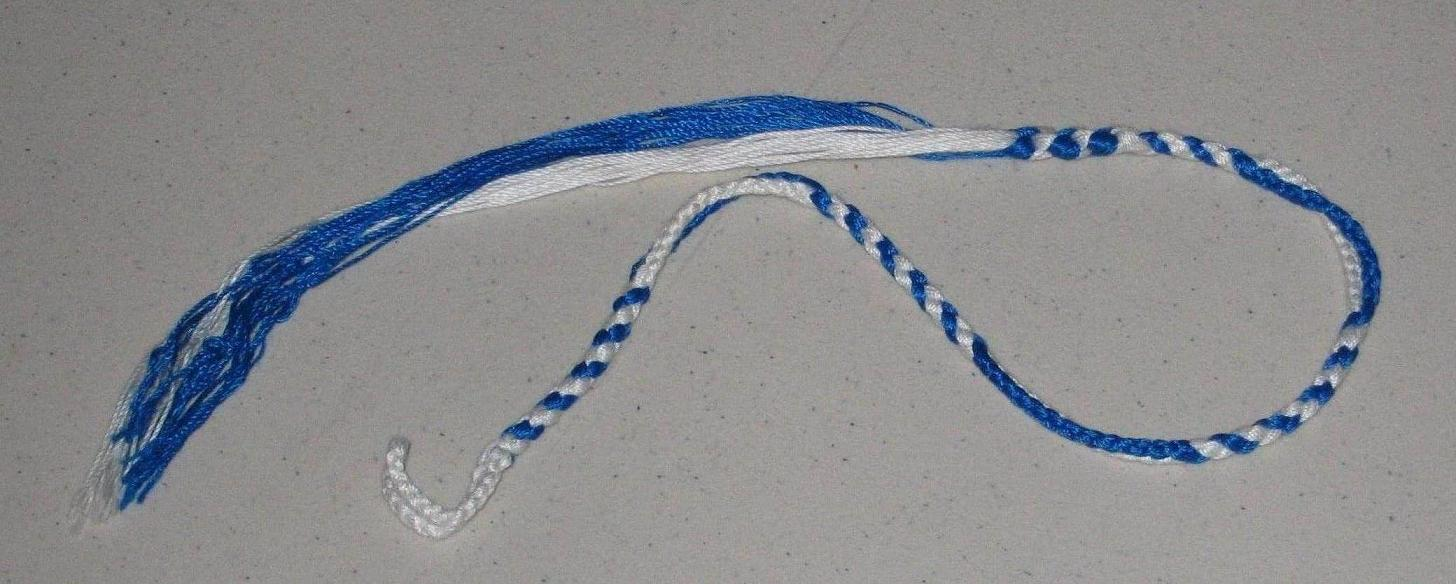
Una zizzit dei caraiti. Come si può notare è composta anche da un tekhelet.

Come le altre correnti dell'ebraismo, anche il caraismo rispetta lo Shabbat, durante il quale i fedeli si recano nei loro templi (kenessa) per attendere agli uffici divini. Colui che presiede il culto, che è chiamato hazzan come i cantori ebraici, si limita a guidare i cori e i canti rivolti verso l'aron, generalmente decorato con incisioni che riproducono versetti dei Salmi e i Dieci comandamenti (gli stessi elementi che compongono i libri di preghiere). I fedeli assistono ai riti dopo un'abluzione delle mani e spesso, durante la preghiera, si prostrano completamente a terra, secondo un uso proprio più dei musulmani che degli ebrei, che limitano la prostrazione a solenni festività come lo Yom Kippur. Uomini e donne pregano separatamente: i primi nella stanza centrale insieme al hazzan, le seconde in un matroneo aperto sulla sala. Il caraismo esclude anche la rituale accensione delle candele all'inizio dello Shabbat.

### Conflitti col giudaismo rabbinico
I caraiti affermano che la loro dottrina risale a Mosè e al pentateuco e che essa fu conservata nel regno di Giuda di Roboamo, mentre l'ebraismo rabbinico sarebbe secondo loro basato sulla Toràh orale, sviluppatasi nel regno apostata di Geroboamo. I principali testi del caraismo confutano aspramente le opinioni rabbiniche della Mishnah e del Talmud. I più noti di questi testi sono:
- il Sepher Milhamoth Adonai, cioè "Libro delle guerre di Dio", di Salman b. Jerucham I;
- lo Igereth Hatochachath, cioè "Lettera di ammonizione", di Sahal Hakohen;
- lo Eshkol Hakopher di Jehudah Hadasi Haabel, "Quello che compiange" (soprannome scelto da lui stesso);
- lo Apiryon Asah e il L'hem Sheorim di R. Solomon il turco;
- lo Asara Maamaroth di Elijah di Gerusalemme;
- lo Amuna Omen di Abraham b. Joshua di Gerusalemme.

Mentre i caraiti accusavano i rabbini di aver falsificato il Pentateuco e di avergli sostituito le loro proprie tradizioni, gli ebrei rabbinici accusarono i caraiti di aver creato a scopo polemico versioni falsificate del Talmud. Il caraismo, inoltre, proibisce ogni rapporto con gli ebrei rabbinici, e ancor più il matrimonio inter-confessionale o la collaborazione commerciale.

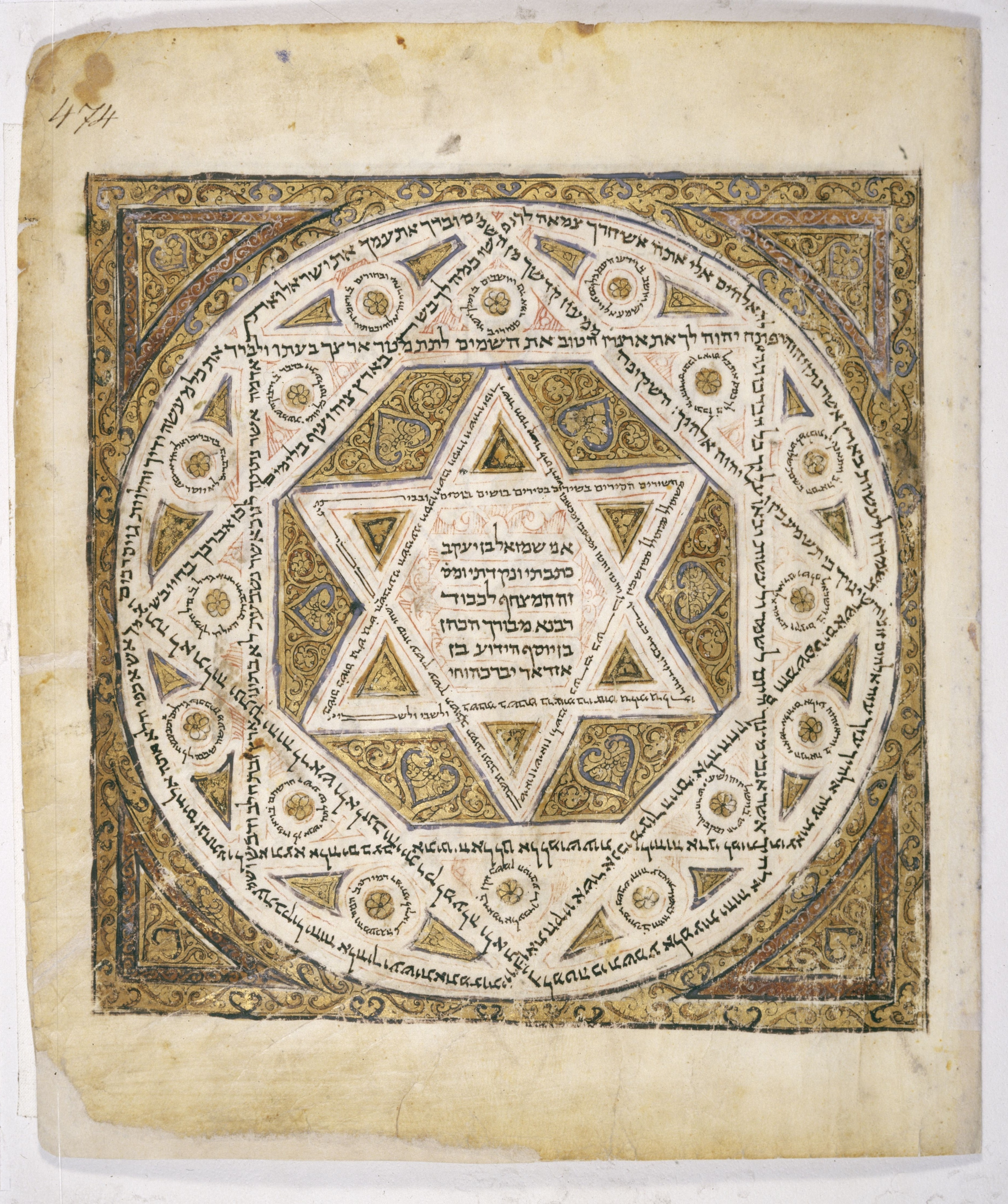
Una pagina del Codice di Leningrado, un antico testo masoretico che, secondo i caraiti, sarebbe stato scritto da uno di loro, mentre gli ebrei rabbinici rinnegano questa possibilità.

La tensione fra i fedeli delle due religioni sorelle è stata nei secoli così intensa che agli inizi del XX secolo (in tempi cioè relativamente recenti anche se anteriori alla Shoah), Michael Levi Rodkinson giunse ad affermare che "questo odio dei caraiti (per gli israeliti) non ha uguali in altre nazioni in nessuna epoca".

## Storia
Il movimento sorse verso la metà dell'VIII secolo in area mesopotamica, all'interno del giudaismo orientale, come reazione al predominante talmudismo: le tradizioni della Ghemarah talmudica avevano preso, in maniera crescente, il predominio assoluto nel Giudaismo tradizionale. Il caraismo (dall'ebraico karaim, ossia uomini della scrittura) furono fondati da Anan ben David, il quale raccolse tutti i gruppi di opposizione alle tradizioni rabbiniche e, tra questi, anche coloro che si richiamavano ad pompam, alla corrente spirituale e politica dei Sadducei, scomparsi nel I secolo d.C. La loro polemica portò a un rinnovato interesse per l'ebraico biblico e per il lavoro testuale dei masoreti. Anan ben David compose in aramaico a Baghdad un Sefer mitzvot (Libro dei precetti), di cui ci sono pervenuti solo alcuni frammenti, codificando un genere letterario che nei secoli successivi avrebbe avuto una larghissima diffusione nell'ebraismo occidentale.
L'età dell'oro del caraismo fu quella compresa tra il X e l'XI secolo, quando un gran numero di opere caraite venne redatto nelle regioni centro-orientali del mondo islamico. I caraiti riuscirono così a differenziarsi dall'ebraismo rabbinico e a ottenere, all'interno dei domini musulmani, istituzioni proprie; le varie comunità si distinsero anche socialmente, ottenendo spesso posizioni di prestigio nell'ambito delle professioni liberali. In seguito, il caraismo si espanse, anche grazie a vere e proprie opere missionarie, in un'ampia area, estesa dal bacino del Mediterraneo all'Europa centro-orientale.

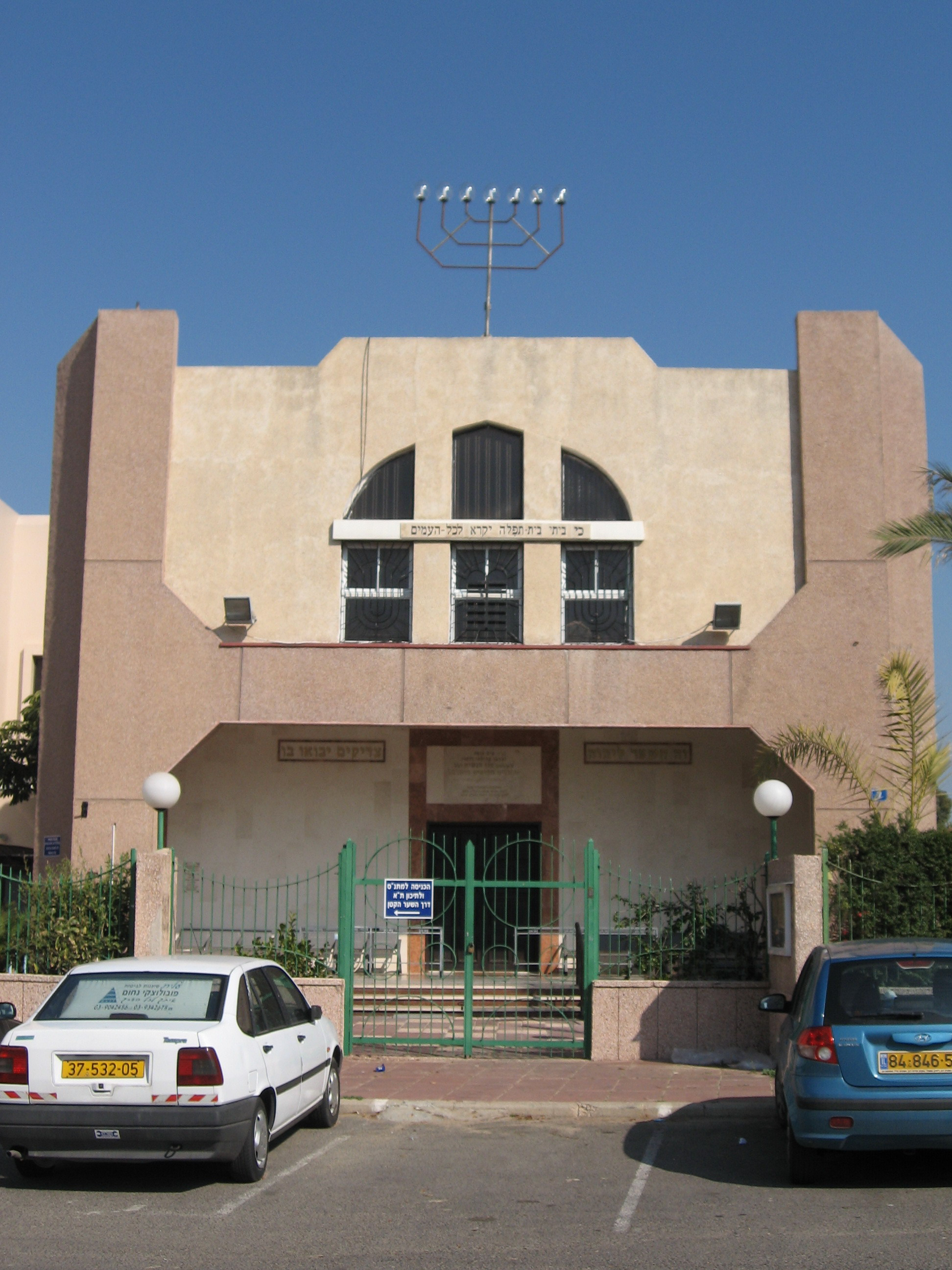
La sinagoga caraita di Ashdod

In Russia, dopo secoli di difficoltà, Abraam Firkovič, uno dei caraiti più rilevanti del XIX secolo, riuscì a far accettare l'idea che il suo popolo fosse un gruppo etnico distinto dagli ebrei, che non aveva avuto alcun ruolo nell'uccisione di Gesù. Questo portò all'emancipazione dei caraiti russi nel 1863 e, durante la seconda guerra mondiale, alla loro esclusione dai progetti di sterminio nazisti: quando invasero l'Unione Sovietica, i tedeschi fecero propria la classificazione razziale russa e non coinvolsero i caraiti nella Shoah.
Al caraismo aderirono anche alcuni gruppi di etnia turca, stanziati in Crimea e lungo la costa settentrionale del Mar Nero (Qaraylar). Da qui, alla fine del XIV secolo un gruppo di guerrieri con le loro famiglie si trasferì in Lituania, a Trakai, al seguito del granduca di Lituania Vitoldo. Oggi in Lituania la comunità conta circa 250 persone.
Sempre durante l'età d'oro del caraismo (X-XI secolo), una comunità si stabilì anche in Spagna.
Nel corso del XX secolo iniziò un flusso di immigrazione caraita verso Israele, inizialmente contrastato dalle autorità rabbiniche. Oggi i caraiti in Israele sono tra i 20 000 e i 25 000, concentrati nelle città di Ramla, Ashdod e Be'er Sheva. Circa 2 000 caraiti vivono negli Stati Uniti, mentre la comunità di Istanbul conta appena una cinquantina di aderenti.